# Louice Halvarsson
Denna artikel behandlar basketspelaren Louice Halvarsson. För författaren se Louise Halvardsson.
Louice "Lollo" Sofie Linnéa Halvarsson, född 15 januari 1989 i Södertälje, är en svensk basketspelare i svenska landslaget och i PINKK-Pecsi (Ungern).
Halvarsson har hela sin uppväxt bott i Södertälje, hon började spela basketboll när hon var tolv år och var redan då 180 centimeter lång. Via basketklass på Rosenborgskolan kom hon till Igelstavikens gymnasiums program med elitprofil, där hon tog studentexamen våren 2009. 2008 tilldelades Halvarsson utmärkelsen Idrottsskölden för sina insatser för skolan och dess skolidrottsförening. Bland annat vann skollaget skol-SM. Bland den nu 191 centimeter långa centerns meriter finns en bronsmedalj vid basketboll-EM för U18 2006 och ett VM-silver från U19 VM 2007. Halvarsson har även vunnit två SM-silver med SBBK, samt flera ungdoms-SM-guld senast vid U20-SM 2009 där hon blev hon MVP och med i All Star Team.
Halvarsson utsågs säsongen 2008/2009 till svenska damligans bästa center och mest värdefulla spelare. 
Halvarsson skrev i maj 2009 på för den ryska klubben Spartak Moskva, som är ett av Europas bästa klubblag. Hon skrev på ett fyraårskontrakt och flyttade till Moskva den 15 september 2009. Kontraktets ekonomiska del bedöms vara värt några miljoner per år, och innehåller också en rad andra förmåner som tolk, livvakter, privatchaufförer etc. Hon har inte under hösten 2009 spelat sig till en plats i Spartaks A-lag. 
I januari 2010 blev hon utlånad av Spartak Moskva till Lotos från Gdynia i Polen för att få speltid. Halvarsson debuterade för sin nya klubb i Euroleague 14 januari. Lotos slog tjeckiska Brno med 77-73 och Halvarsson gjorde 10 poäng i sin Euroleaguedebut. Halvarsson spelade också veckan efter i Lotos sista match i Euroleaguegruppspelet borta mot just Spartak Moskva 20 januari, där Lotos fick se sig besegrade med 60-85. Halvarsson spelade 23 minuter och stod för sex poäng och sex returer. Lotos slutade på fjärdeplats i gruppen och tog den sista slutspelsplatsen och gick därmed till åttondelsfinal där klubben förlorade till Olympiacos Piraeus från Grekland, efter 1-3 i matcher. Hon vann det polska mästerskapet 2009/2010 med Lotos Gdynia. 
Halvarsson och Frida Eldebrink, som följdes åt sedan barnsben i SBBK och som så sent som 2008 spelade SM-final tillsammans, återförenades 2010/2011 i den tjeckiska toppklubben Frisco Sika i Brno, där hon skrev på för ett år. Halvarsson blev utlånad till Brno men kommer troligen att bryta kontraktet med Spartak Moskva. Klubben har haft problem med ekonomin sedan klubbens ägare, Shabattai Kalmanovitj, mördats hösten 2009. Flera spelare har sedan lämnat klubben. Säsongen 2011/2012 spelade hon för italienska ligatrean Braccas Geas från Milano. Hon och barndomskompisen Elin Eldebrink har slagit ihop sina påsar och spelar nu båda i den italienska ligan. De skrev 2012 kontrakt med Cagliari CUS på Sardinien. 
Halvarsson blev av fans och diverse experter framröstad till en andra plats i omröstningen "Young Womens's Player" i Europa 2009, efter spanjorskan Alba Torrens som vann omröstningen.
När Sveriges Olympiska Kommitté 10 juni 2009 tog ut 21 nya aktiva till sitt talangprogram var Halvarsson bland de uttagna.
Halvarsson är med i basketfilmen "DRIVE - När basket är som bäst" som släpptes på DVD februari 2009.